# Осборн, Филип
Филип Колин Осборн (англ. Philip Colin Osborn) — британский военный деятель, маршал авиации, начальник военной разведки Великобритании с 2015 по 2018 год.
На службе в Королевских ВВС с 1982 года. Прошёл курс обучения для полётов на Panavia Tornado, командовал 13-й эскадрильей Королевских ВВС (расформирована в 2011 году), был начальником базы ВВС в Мерхеме. В октябре 2010 года командовал воздушным соединением, в 2012 году — начальник Оперативного управления командования ВВС Великобритании, в 2013 году — начальник управления Командования объединенными силами. В январе 2015 года занял пост начальника военной разведки Великобритании.
Командор ордена Британской империи (2009).